# Mantella ebenaui
Mantella ebenaui es una especie de anfibio anuro de la familia Mantellidae.

## Distribución geográfica
Esta especie es endémica de Madagascar. Habita desde el nivel del mar hasta 900 m de altitud en el noreste de la isla y en la cuenca Sambirano en el noroeste.

## Descripción
Mantella ebenaui se parece a Mantella betsileo. No es posible diferenciarlos morfológicamente o al nivel de su coloración.

## Etimología
Esta especie lleva el nombre en honor a Karl Ebenau.

## Publicaciones originales
- Boettger, 1880 : Diagnoses reptilium et batrachiorum novorum a Carolo Ebenau in insula Nossi-Bé Madagascariensi lectorum. Zoologischer Anzeiger, vol. 3, p. 279-283[6]
- Werner, 1901 : Beschriebung neuer Dendrobatiden mit einer Revision dieser batrachier-Famille'. Verhandlungen des Zoologisch-Botanischen Vereins in Wien, vol. 51, p. 627-634